# Joseph Pétiniaud
Joseph Pétiniaud est un homme politique français né le 22 octobre 1788 à Limoges (Haute-Vienne) et décédé le 20 octobre 1848 à Limoges.
Négociant à Limoges, il est député de la Haute-Vienne de 1839 à 1842, siégeant dans l'opposition de gauche.

## Sources
- « Joseph Pétiniaud », dans Adolphe Robert et Gaston Cougny, Dictionnaire des parlementaires français, Edgar Bourloton, 1889-1891 [détail de l’édition]